# Déboye
Déboye is een gemeente (commune) in de regio Mopti in Mali. De gemeente telt 23.200 inwoners (2009).